# Edward Gorey
Edward Gorey (Chicago, 22 februari 1925 – Hyannis, 15 april 2000) was een Amerikaans schrijver en illustrator. Hij werd bekend om zijn schaduwrijke zwart-wittekeningen waarmee hij zowel de boeken van andere auteurs als zijn eigen werken illustreerde. Dit waren meestal korte verhalen in stripvorm.
Goreys eigen verhalen bevatten veel humor en behoren tot de absurdistische- en jeugdliteratuur. Het zijn beelden van  uitdrukkingsloze mensen in kleding van eind negentiende tot begin twintigste eeuw in absurde en macabere situaties. Kenmerkend voor Goreys werk is de nuchtere, droge toon van zijn teksten die samen met de afbeeldingen een roerloze, donkere atmosfeer oproept. Tot zijn bekendste werken behoren Doubtful Guest (1957) en Gashlycrumb Tinies (1963).

## Levensloop
Edward St. John Gorey was het enige kind van journalist Edward Leo Gorey en zijn vrouw Helen Garvey. Hij werd geboren te Chicago. Zijn ouders moedigden zijn artistieke talent aan. Echter, Gorey leerde grotendeels door zijn eigen zelfstudie op te stellen. Na de voltooiing van de middelbare school volgde hij slechts één semester in 1943 een weekendcursus op het Art Institute of Chicago. Gorey werkte van 1944 tot 1946 in het leger als klerk bij de wapentestlocatie Dugway Proving Ground in Utah. Hij schreef zich toen in bij de Harvard-universiteit, dat hij in 1950 met een Bachelor of Arts in het Frans afsloot.
Nadat Gorey in Boston in verschillende boekhandels had gewerkt, werkte hij van 1953 tot 1960 in New York als schrijver en illustrator voor uitgeverij Doubleday. In 1953 publiceerde hij zijn eerste boek, De onbespannen Harp (oorspronkelijke titel: The Unstrung Harp), en een jaar later The Listing Attic. The Doubtful Guest werd door zowel kinderen als volwassenen gelezen en bracht Doubleday meer bekendheid dan daarvoor. Drie jaar later werden de werken bekend buiten New York. Van Goreys eerste vier boeken waren slechts 1500 exemplaren verkocht en hij veranderde vaak van uitgever. Soms bracht Gorey de boeken zelf uit.
Meer aandacht kregen Goreys werken nadat Edmund Wilson in 1959 voor het tijdschrift The New Yorker Goreys tekeningen met die van Max Beerbohm en Aubrey Beardsley vergeleek. In 1959 schreef Gorey de Looking Glass Library, een kinderboek uitgegeven door Random House.
In de jaren 1960 begon Gorey met enkele van zijn verhalen in tijdschriften te publiceren. Enkele hiervan zijn Leaves From A Mislaid Album in First Person (1960), The Willowdale Handcar en The Evil Garden in Holiday Magazine (1962/1965). Vanaf 1965 werden zijn werken regelmatig geschonken  aan kunstscholen en -instellingen.
In de jaren 1970 richtte Gorey zich op verhalen voor volwassenen, maar nog steeds verdiende hij zijn brood met vooral het illustreren van boeken van andere auteurs. Diogenes Verlag, een Zwitserse uitgeverij, begon in 1972 sommige vroegere werken van Gorey in het Duits uit te geven; de illustraties op de boeken zijn overgenomen uit zijn werk. Gorey experimenteerde veel met ongewone boekformaten en nieuwe manieren om de opstelling te combineren van teksten. Zo schreef hij omstreeks 1982 het pop-up boek The Dwindling Party.
Gorey had meerdere katten, was geïnteresseerd in stomme films, victoriaanse romans evenals Japanse en Chinese literatuur en begaf zich regelmatig naar optredens van George Balanchine bij het New York City Ballet. Deze belangstellingen waren eveneens een inspiratiebron voor zijn werk. Gorey bezocht regelmatig Cape Cod, waar familieleden en vrienden woonden. Gorey is overleden op 15 april 2000. Hij was ongehuwd en had geen kinderen. Hij overleed in het Cape Cod Hospital in Hyannis aan een hartaanval. Zijn huis, genaamd Elephant House, is tegenwoordig een museum waarin zijn leven en werk wordt tentoongesteld.

## Goreys werk
Op een paar uitzonderingen na, schreef Gorey meer dan 100 afzonderlijke boeken in de vorm van korte verhalen bestaande uit een opeenvolging van foto's samen met korte teksten zoals proza of poëzie. De verhalen spelen zich af in het laat Victoriaanse of Edwardiaanse tijdperk in een omgeving met grote villa's en formeel geklede, uitdrukkingsloze mensen uit de hogere klasse. Edmund Wilson beschreef Goreys werk als "grappig en somber, verdrietig en claustrofobisch, maar tegelijkertijd ook poëtisch en vergiftigd."
Altijd gebeurt er in de verhalen van Gorey iets onverwachts: de mensen werden achtervolgd door vreemde personages of verdwenen plotseling op vreemde wijze. Kinderen waren in de verhalen vaak het slachtoffer; een van Goreys bekende boeken, The Gashlycrumb tinies, bevatte een rijm over het dodelijke lot van 26 jonge kinderen, die stierven in alfabetische volgorde. Toch is de algemene indruk van Goreys verhalen niet tragisch, maar grappig met een ironische ondertoon. De werken werden ook wel "post-moderne sprookjes" genoemd, zoals veel van de huidige jeugdliteratuur dat ook heeft. De verwijzing naar onzin is meer of minder uitgesproken.

### Verwijzingen naar de jeugdliteratuur
Of Goreys werk op kinderen of volwassenen van toepassing kan zijn en dan kan worden beschouwd als literatuur is een moeilijke kwestie. Doodsbrieven en kritiek variëren van de bewering dat Gorey niet een schrijver van kinderboeken was tot de verklaring dat zijn boeken voor kinderen ideaal waren. Gorey, die kinder-en jeugdliteratuur illustreerde en in 1965 op de universiteit een cursus over kinder-en jeugdliteratuur leidde, drukte in zijn tegenspraak uit dat de doelgroep van zijn werken niet duidelijk is. Hij beweerde ooit dat hij zijn werk in de eerste plaats voor kinderen deed en een andere keer zei hij dat hij verbaasd was dat kinderen zijn boeken leuk vonden, omdat hij alleen verstand had van volwassenen zaken.
Sommige van Goreys verhalen lijken kinderboeken met een waarschuwing en afschrikkende beelden, zoals die van Wilhelm Busch, Heinrich Hoffmann (Struwwelpeter) en Hilaire Belloc (Cautionary Tales for Children). Het boek The Stupid Joke over een jongen die tot ontzetting van zijn familie voor de lol de hele dag in bed blijft en doet alsof het verkeerd met hem is afgelopen is ook een goed voorbeeld. De verschrikkelijke gevolgen voor het kind wegens ongehoorzaamheid zijn typerend voor het type verhaal van Gorey.

### Onzin en woordspelingen
Ongeveer de helft van Goreys werken bestaat uit rijmpjes of korte, allitererende stukken tekst. Onzin is een belangrijk recept van Goreys verhalen. Het woord amphigory, dat staat op verscheidene kaften van boeken van Gorey, betekent onzingedicht. De intonatie van de verzen, de speelse rijmpjes en onzinrijmpjes lijken op de werken van Edward Lear, maar "donkerder." Soms lijken ze te bestaan uit de vreugde om leven en dood te verenigen, zoals in de laatste vers van De Wuggly UMP, waarin een monster drie kinderen eet: „Sing glogalimp, sing glugalump, From deep inside the Wuggly Ump“.
De "komische morbiditeit" van Goreys verhalen was het vergelijken van zijn strips met Charles Addams. Gorey zelf kon geen alternatieven bedenken voor de "afschuwelijke" onzin; "een zonnige, vrolijke"-onzin is saai. Goreys droge beschrijvingen en de onwaarschijnlijke opeenvolgingen van gebeurtenissen hebben een aantal parallellen met dadaïstische en surrealistische gedichten.
Gorey schreef vaak onder pseudoniem. Dit waren vaak anagrammen van zijn eigen naam. Soms leende hij titels, ondertitels of persoonlijke namen van de Franse, Duitse en Italiaanse taal. Verscheidene werken zijn als abc-boeken geschreven en lijken door hun morele toon zeer oppervlakkig, maar de inhoud dient niet de vroegere abc-boeken te parodiëren. Voorbeelden hiervan zijn de Glorious Nosebleed (1974) en The Eclectic Primer (1983).

## Invloed
Sommige van Goreys verhalen werden verwerkt in muziek. Personen die dit deden waren jazzmusicus Michael Mantler (The Hapless Child, 1976) en Max Nagl (The Evil Garden, 2001), de Britse band The Tiger Lillies met de Kronos Quartet (The Gorey End, 2003) en door componist Stephan Winkler (The Doubtful Guest, 2006/2007).
Schrijver en scenarioschrijver Daniel Handler kwam vroeg in aanraking met Goreys werken en werkte ze uit in zijn eigen woorden. Gorey werd ook gebruikt als een bron van inspiratie voor de door Tim Burton geïllustreerde verzameling van gedichten, The Melancholy Death of Oyster Boy (1997) genaamd.
De door Mark Romanek geproduceerde videoclip voor het nummer The Perfect Drug van Nine Inch Nails maakte gebruik van meerdere visuele elementen uit Goreys boeken, waaronder zwart gesluierde vrouwen, grote urnen en vreemdgevormde planten.

## Prijzen
- New York Times - best geïllustreerd boek van het Jaar 1969 en 1971
- Opname van Amphigorey in de lijst van "50 Best Verzorgde Boeken" van 1972 door de American Institute of Graphic Arts
- Keuze voor Amphigorey als een van de vijf "meest opmerkelijke kunstboeken" van 1972 door de New York Times
- "Best Children's Book" van het Bologna Children's Book Fair 1977 (voor The Shrinking of Treehorn)
- Duitse Jeugdliteratuurprijs (Duits: Deutscher Jugendliteraturpreis) 1977 voor The Shrinking of Treehorn
- Tony Award in 1978 voor het ontwerpen van de kostuums voor de Broadway-première van Dracula.[13]
- Bram Stoker Award in 1999 voor het levenswerk van Gorey

- Bibsys: 99031871
- Biblioteca Nacional de España: XX925972
- Bibliothèque nationale de France: cb11905434g (data)
- CiNii: DA02868205
- Digitale Bibliotheek voor de Nederlandse Letteren: gore001
- Gemeinsame Normdatei: 118696513
- International Standard Name Identifier: 0000 0003 6857 3991
- Library of Congress Control Number: n79071184
- Nationale Bibliotheek van Letland: 000093476
- MusicBrainz: 45a917b2-1a46-4361-90e3-6cda03a54b62
- Bibliotheek van het Japanse parlement: 00824770
- Nationale Bibliotheek van Tsjechië: jo20000080559
- Nationale bibliotheek van Australië: 36265126
- Nationale Bibliotheek van Israël: 987007313855605171
- Nederlandse Thesaurus van Auteursnamen: 230121748
- RKD-Nederlands Instituut voor Kunstgeschiedenis: 238766
- Istituto Centrale per il Catalogo Unico: RAVV003708
- LIBRIS: 360721
- SNAC: w64x5f5w
- Système universitaire de documentation: 026897490
- Trove: 1239116
- Union List of Artist Names: 500069917
- Virtual International Authority File: 105372100
- WorldCat: E39PBJrCbpxbjCpWXDcGf6RVG3